# 586 Thekla
586 Thekla је астероид главног астероидног појаса са пречником од приближно 82,37 .
Афел астероида је на удаљености од 3,230 астрономских јединица (АЈ) од Сунца, а перихел на 2,864 АЈ.
Ексцентрицитет орбите износи 0,059, инклинација (нагиб) орбите у односу на раван еклиптике 1,619 степени, а орбитални период износи 1943,480 дана (5,320 година).
Апсолутна магнитуда астероида је 9,21 а геометријски албедо 0,053.
Астероид је откривен 21. фебруара 1906. године.